# Bichota Tour
Il Bichota Tour, anche noto come Bichota Tour Reloaded e Strip Love Tour per le date del 2022, è il terzo tour musicale della cantante colombiana Karol G, a supporto del suo terzo album in studio KG0516 (2021).

## Scaletta
Questa scaletta rappresenta quella del concerto dell'11 giugno 2022 a Città del Messico. Non è, pertanto, rappresentativa per tutti gli spettacoli del tour.
1. Sejodioto
2. Mi casa
3. Poblado
4. Ay, Dios mío!
5. Gato malo
6. Pineapple
7. El barco
8. Creéme
9. A ella
10. Friki
11. Location
12. El makinon
13. Culpables
14. Secreto
15. Ahora me llama
16. Salvame
17. Ocean
18. Provenza
19. Mamiii
20. Leyendas
21. Don't Be Shy
22. 200 copas
23. Bichota
24. Tusa

Encore
1. Provenza (finale)

## Date del tour
| Data                  | Città             | Stato                 | Luogo                                      | Biglietti venduti / Biglietti disponibili | Incasso      |
| Bichota Tour          | Bichota Tour      | Bichota Tour          | Bichota Tour                               | Bichota Tour                              | Bichota Tour |
| Nord America          | Nord America      | Nord America          | Nord America                               | Nord America                              | Nord America |
| --------------------- | ----------------- | --------------------- | ------------------------------------------ | ----------------------------------------- | ------------ |
| 27 ottobre 2021       | Denver            | Stati Uniti           | Mission Ballroom                           | 3.689 / 3.689                             | $324.090     |
| 29 ottobre 2021       | El Paso           | Stati Uniti           | El Paso County Coliseum                    | 4.821 / 4.821                             | $417.879     |
| 30 ottobre 2021       | Mesa              | Stati Uniti           | Mesa Amphitheatre                          | 4.991 / 4.991                             | $339.441     |
| 31 ottobre 2021       | San Diego         | Stati Uniti           | Civic Theatre                              | 2.967 / 2.967                             | $261.788     |
| 1º novembre 2021      | San Jose          | Stati Uniti           | San Jose Civic                             | 2.631 / 2.631                             | $202.510     |
| 3 novembre 2021       | Sacramento        | Stati Uniti           | Memorial Auditorium                        | 3.800 / 3.800                             | $230.132     |
| 4 novembre 2021       | Los Angeles       | Stati Uniti           | Microsoft Theater                          | 6.847 / 6.847                             | $731.156     |
| 6 novembre 2021       | Las Vegas         | Stati Uniti           | Virgin Hotels                              | 3.091 / 3.091                             | $333.282     |
| 9 novembre 2021       | Hidalgo           | Stati Uniti           | Payne Arena                                | 6.468 / 6.468                             | $569.619     |
| 10 novembre 2021      | Sugar Land        | Stati Uniti           | Smart Financial Centre                     | N.D.                                      | N.D.         |
| 11 novembre 2021      | Grand Prairie     | Stati Uniti           | Texas Trust CU Theatre                     | N.D.                                      | N.D.         |
| 13 novembre 2021      | Rosemont          | Stati Uniti           | Rosemont Theatre                           | N.D.                                      | N.D.         |
| 15 novembre 2021      | Boston            | Stati Uniti           | Wang Theatre                               | 3.132 / 3.132                             | $288.935     |
| 17 novembre 2021      | Filadelfia        | Stati Uniti           | Franklin Music Hall                        | 3.636 / 3.636                             | $350.160     |
| 18 novembre 2021      | New York City     | Stati Uniti           | United Palace                              | 2.790 / 2.790                             | $282.775     |
| 19 novembre 2021      | New York City     | Stati Uniti           | Hulu Theater                               | 5.239 / 5.239                             | $428.015     |
| 20 novembre 2021      | Washington, D.C.  | Stati Uniti           | DAR Constitution Hall                      | N.D.                                      | N.D.         |
| 22 novembre 2021      | Charlotte         | Stati Uniti           | Ovens Auditorium                           | 2.369 / 2.369                             | $238.635     |
| 23 novembre 2021      | Atlanta           | Stati Uniti           | The Eastern                                | 1.995 / 1.995                             | $189.863     |
| 24 novembre 2021      | Orlando           | Stati Uniti           | Hard Rock Live                             | 2.829 / 2.829                             | $193.176     |
| 26 novembre 2021      | Miami             | Stati Uniti           | FTX Arena                                  | 12.007 / 12.007                           | $1.045.875   |
| America Latina        |                   |                       |                                            |                                           |              |
| 27 novembre 2021      | San Juan          | Porto Rico            | Coliseo de Puerto Rico José Miguel Agrelot | 27.026 / 27.415                           | $1.699.933   |
| 28 novembre 2021      | San Juan          | Porto Rico            | Coliseo de Puerto Rico José Miguel Agrelot | 27.026 / 27.415                           | $1.699.933   |
| 4 dicembre 2021       | Medellín          | Colombia              | Estadio Atanasio Girardot                  | 63.568 / 63.568                           | $2.529.343   |
| 5 dicembre 2021       | Medellín          | Colombia              | Estadio Atanasio Girardot                  | 63.568 / 63.568                           | $2.529.343   |
| 22 gennaio 2022       | La Romana         | Repubblica Dominicana | Altos de Chavón                            | 4.452 / 4.452                             | $618.802     |
| Bichota Tour Reloaded |                   |                       |                                            |                                           |              |
| America Latina        |                   |                       |                                            |                                           |              |
| 26 marzo 2022         | Barranquilla      | Colombia              | Estadio Romelio Martínez                   | N.D.                                      | N.D.         |
| 14 maggio 2022        | Cali              | Colombia              | Estadio Pascual Guerrero                   | 37.339 / 37.339                           | $1.573.051   |
| 21 maggio 2022        | Bogotà            | Colombia              | Movistar Arena                             | 21.340 / 21.340                           | $1.816.946   |
| 22 maggio 2022        | Bogotà            | Colombia              | Movistar Arena                             | 21.340 / 21.340                           | $1.816.946   |
| 25 maggio 2022        | Santiago del Cile | Cile                  | Movistar Arena                             | 26.752 / 26.752                           | $1.351.674   |
| 26 maggio 2022        | Santiago del Cile | Cile                  | Movistar Arena                             | 26.752 / 26.752                           | $1.351.674   |
| 27 maggio 2022        | Buenos Aires      | Argentina             | Movistar Arena                             | 19.462 / 19.462                           | $644.047     |
| 28 maggio 2022        | Buenos Aires      | Argentina             | Movistar Arena                             | 19.462 / 19.462                           | $644.047     |
| 2 giugno 2022         | Quito             | Ecuador               | Coliseo General Rumiñahui                  | 8.313 / 8.313                             | $851.491     |
| 3 giugno 2022         | Guayaquil         | Ecuador               | Coliseum Paladines Polo                    | 7.569 / 7.569                             | $722.653     |
| 4 giugno 2022         | Lima              | Perù                  | Plaza Arena                                | 30.485 / 30.485                           | $2.479.500   |
| 5 giugno 2022         | Lima              | Perù                  | Plaza Arena                                | 30.485 / 30.485                           | $2.479.500   |
| 8 giugno 2022         | Guadalajara       | Messico               | Auditorio Telmex                           | 8.179 / 8.179                             | $443.210     |
| 9 giugno 2022         | Monterrey         | Messico               | Arena Monterrey                            | 15.000 / 15.000                           | $582.964     |
| 11 giugno 2022        | Città del Messico | Messico               | Arena Ciudad de México                     | 44.000 / 44.000                           | $2.045.213   |
| 12 giugno 2022        | Città del Messico | Messico               | Arena Ciudad de México                     | 44.000 / 44.000                           | $2.045.213   |
| 15 giugno 2022        | Tegucigalpa       | Honduras              | Estadio Chochi Sosa                        | 12.436 / 12.436                           | $1.146.873   |
| 17 giugno 2022        | Alajuela          | Costa Rica            | Auditorio Coca Cola                        | 18.477 / 18.477                           | $924.069     |
| 18 giugno 2022        | Panama            | Panama                | Plaza Amador                               | 7.074 / 7.074                             | $747.060     |
| 21 giugno 2022        | San Salvador      | El Salvador           | Estadio Cuscatlán                          | 17.736 / 17.736                           | $1.281.411   |
| Strip Love Tour       |                   |                       |                                            |                                           |              |
| Nord America          |                   |                       |                                            |                                           |              |
| 6 settembre 2022      | Rosemont          | Stati Uniti           | Allstate Arena                             | 13.684 / 13.684                           | $2.485.102   |
| 8 settembre 2022      | Filadelfia        | Stati Uniti           | Wells Fargo Center                         | 11.817 / 11.817                           | $1.566.836   |
| 10 settembre 2022     | Newark            | Stati Uniti           | Prudential Center                          | 13.241 / 13.241                           | $2.585.563   |
| 13 settembre 2022     | New York City     | Stati Uniti           | Madison Square Garden                      | 13.575 / 13.575                           | $2.748.506   |
| 14 settembre 2022     | Washington, D.C.  | Stati Uniti           | Capital One Arena                          | 14.246 / 14.246                           | $2.472.072   |
| 15 settembre 2022     | Brooklyn          | Stati Uniti           | Barclays Center                            | 12.375 / 12.375                           | $2.089.275   |
| 17 settembre 2022     | Montréal          | Canada                | Centre Bell                                | 12.971 / 12.971                           | $1.361.367   |
| 18 settembre 2022     | Toronto           | Canada                | Scotiabank Arena                           | 12.089 / 12.089                           | $1.284.232   |
| 20 settembre 2022     | Charlotte         | Stati Uniti           | Spectrum Center                            | 13.718 / 13.718                           | $2.057.745   |
| 22 settembre 2022     | Miami             | Stati Uniti           | FTX Arena                                  | 12.307 / 12.307                           | $2.162.917   |
| 23 settembre 2022     | Miami             | Stati Uniti           | FTX Arena                                  | 12.287 / 12.287                           | $2.493.583   |
| 24 settembre 2022     | Orlando           | Stati Uniti           | Amway Center                               | 12.820 / 12.820                           | $2.308.655   |
| 25 settembre 2022     | Tampa             | Stati Uniti           | Amalie Arena                               | 12.175 / 12.175                           | $1.971.458   |
| 27 settembre 2022     | Atlanta           | Stati Uniti           | State Farm Arena                           | 11.856 / 11.856                           | $2.042.436   |
| 29 settembre 2022     | Houston           | Stati Uniti           | Toyota Center                              | 12.022 / 12.022                           | $2.355.176   |
| 1º ottobre 2022       | Hidalgo           | Stati Uniti           | Payne Arena                                | 5.343 / 5.343                             | $1.207.507   |
| 4 ottobre 2022        | Austin            | Stati Uniti           | Moody Center                               | 11.711 / 11.711                           | $2.284.336   |
| 5 ottobre 2022        | Dallas            | Stati Uniti           | American Airlines Center                   | 13.484 / 13.484                           | $2.847.119   |
| 7 ottobre 2022        | Kansas City       | Stati Uniti           | T-Mobile Center                            | 12.752 / 12.752                           | $1.925.861   |
| 9 ottobre 2022        | Denver            | Stati Uniti           | Ball Arena                                 | 12.584 / 12.584                           | $2.332.304   |
| 11 ottobre 2022       | Phoenix           | Stati Uniti           | Footprint Center                           | 12.535 / 12.535                           | $2.441.092   |
| 14 ottobre 2022       | Las Vegas         | Stati Uniti           | T-Mobile Arena                             | 14.489 / 14.489                           | $2.242.555   |
| 15 ottobre 2022       | Anaheim           | Stati Uniti           | Honda Center                               | 11.819 / 11.819                           | $2.518.052   |
| 16 ottobre 2022       | San Diego         | Stati Uniti           | Pechanga Arena                             | 10.458 / 10.458                           | $1.793.355   |
| 18 ottobre 2022       | Sacramento        | Stati Uniti           | Golden 1 Center                            | 13.358 / 13.358                           | $2.328.970   |
| 19 ottobre 2022       | San Francisco     | Stati Uniti           | Chase Center                               | 13.910 / 13.910                           | $2.678.110   |
| 21 ottobre 2022       | Los Angeles       | Stati Uniti           | Crypto.com Arena                           | 26.837 / 26.837                           | $5.519.220   |
| 22 ottobre 2022       | Los Angeles       | Stati Uniti           | Crypto.com Arena                           | 26.837 / 26.837                           | $5.519.220   |
| 25 ottobre 2022       | Fresno            | Stati Uniti           | Save Mart Center                           | 11.481 / 11.481                           | $2.230.073   |
| 27 ottobre 2022       | Portland          | Stati Uniti           | Moda Center                                | 12.726 / 12.726                           | $2.105.142   |
| 28 ottobre 2022       | Seattle           | Stati Uniti           | Climate Pledge Arena                       | 13.624 / 13.624                           | $2.526.943   |
| 29 ottobre 2022       | Vancouver         | Canada                | Rogers Arena                               | 11.201 / 11.201                           | $934.064     |
| 2 novembre 2022       | Boston            | Stati Uniti           | TD Garden                                  | 13.345 / 13.345                           | $2.343.701   |
| Totale                | Totale            | Totale                | Totale                                     | 847.244                                   | $89.300.000  |